# 山田修 (実業家)
山田 修（やまだ おさむ、1958年〈昭和33年〉12月10日 - ）は、日本の実業家。ミヨシ油脂社長。

## 略歴
愛知県名古屋市に出生する。青山学院大学経済学部卒業後の1982年に、服部時計店（現セイコー）に入社。1995年9月にセイコーシンガポールPTE.LTD.取締役社長に就任。1997年にミヨシ油脂に転職する。同社で、取締役経営企画室長や、常務取締役経営企画室長兼食品事業本部副本部長、常務取締役資材部長兼食品事業本部本部長補佐、専務取締役資材部長兼食品事業本部本部長補佐、同部長兼食品事業本部本部長補佐兼海外事業室長、専務取締役食品事業本部本部長補佐兼油脂原料担当兼海外事業室長などを歴任。2007年3月に代表取締役社長に昇格した。